# Věchnov
Věchnov är en ort i Tjeckien.   Den ligger i regionen Vysočina, i den östra delen av landet, 150 km öster om huvudstaden Prag. Věchnov ligger 573 meter över havet och antalet invånare är 329.
Terrängen runt Věchnov är platt åt sydväst, men åt nordost är den kuperad. Runt Věchnov är det ganska tätbefolkat, med 78 invånare per kvadratkilometer. Närmaste större samhälle är Bystřice nad Pernštejnem, 2,9 km norr om Věchnov. I omgivningarna runt Věchnov växer i huvudsak blandskog.